# Phyllodoce armigera
Phyllodoce armigera är en ringmaskart som först beskrevs av Blake 1988.  Phyllodoce armigera ingår i släktet Phyllodoce och familjen Phyllodocidae. Inga underarter finns listade i Catalogue of Life.